# 레셀리제
레셀리제(조지아어: ლესელიძე, 압하스어: Гьачрыҧшь, 러시아어: Леселидзе, Гечрипш)는 압하지야의 도시이다. 해당 도시는 국제 사회에서 조지아의 도시로 취급하고 있으나, 2008년 남오세티야 전쟁 이래 러시아의 괴뢰 정권으로 여겨지는 압하지야의 실효 지배를 받고 있다. 다만 예전의 도시 이름은 예르몰롭스크(Yermolovsk)이다. 그리고 해당 마을은 흑해 주변에 위치해 있으며, 가그라로부터 약 14km 떨어져 있는 것으로 보인다. 현재 해당 마을에는 주민이 아예 없는 것으로 보아 전쟁, 소련, 내전 등의 아픔과도 관계가 있는 것으로 보이게 된다.

## 인구 통계
1959년 당시 레셀리제는 러시아인, 아르메니아인, 에스토니아인 등이 주로 거주한 것으로 드러나고 있다.